# إدارة كولورادو للطفولة المبكرة
إدارة كولورادو للطفولة المبكرة (بالإنجليزية: Colorado Department of Early Childhood)‏ أو ما يعرف اختصاراً بـ (CDEC)،هي أحد إدارات حكومة كولورادو والتي تهدف إلى إدارة الطفولة المبكرة في ولاية كولورادو بهدف تقديم الخدمات اللازمة للأطفال الصغار في الولاية، وتقديم المساعدات للعائلات التي لديها أطفال صغار، والمهنيين الذين يعملون مع الأطفال الصغار.
كلِّفت الإدارة بتنفيذ برنامج مدرسي مجاني للأطفال في السنة التي تسبق دخولهم الروضة في جميع أنحاء ولاية كولورادو في خريف عام 2023.

## الهيكلية
قسم كولورادو للطفولة المبكرة (CDEC)، هي إدارة رئيسية تابعة لحكومة ولاية كولورادو، ويضم القسم المجالس واللجان التالية:
- فرقة العمل المعنية برعاية الطفل الآمن.
- لجنة استئنافات ترخيص رعاية الأطفال ولجنة مراجعة التنازلات في أقل من 24 ساعة.
- الصندوق الاستئماني لمنع إساءة معاملة الأطفال في كولورادو.
- كولورادو مجلس التنسيق المشترك بين الوكالات.
- لجنة قيادة الطفولة المبكرة.
- الطفولة المبكرة الفرعية PAC.

## تاريخ
بدأ القسم العمل بتاريخ 1 يوليو 2022 ميلادياً، وتشكل من مكتب الطفولة المبكرة في إدارة الخدمات الإنسانية في كولورادو.